# Canó Ho-155
El Canó de he 30mm Ho-155 era un canó automàtic d'aviació utilitzat durant la Segona Guerra Mundial, a vegades confós i anomenat Ho-105 o Ho-151. Una versió més compacata i lleugera va ser creada i anomenada Ho-155-II dissenyada cap a finals de la guerra.

## Especificacions (Ho-155-I)
- Calibre: 30 mm (1,2 in)[1]
- Munició: 30 x 114 (235 g)
- Pes: 50 kg (110 lb)
- RPM: 450 RPM
- Velocitat: 700 m/s (2.300 ft/s)
- Distància operativa: 900 m

## Desenvolupament

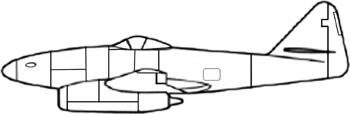
Si la guerra hagués prosseguit, el Ho-155-II s'jagués posat en servei en l'avió a reacció Kayru Ki-201

El Ho-155-I va començar a ser desenvolupat el 1942, com una versió a escala del canó de 20 mm Ho-5, el qual era una versió més gran de la metralladora d'aviació Model 1921 de calibre .50 M2 Browning. En 1943-1944 va començar el desenvolupament del Ho-155-I, i a finals de 1944 va començar el del Ho-155-II. per a equiparlo a les ales de l'avió, com per exemple el Ki-84Ic, Ki-102 i en el projecte de l'avió a reacció del Ki-201.

## Disseny
El canó Ho-155-I va començar a ser desenvolupat com un canó d'aviació en 1942. El canó era una versió a una escala major del canó Ho-5 de 20 mm, el qual era a la vegada una versió a escala de la metralladora Model 1921 de calibre .50 BMG, coneguda com la Metralladora Browning M2. Aquest canó utilitzava la munició de 30 x 114 mm (aquesta munició pesava 235 grams). L'arma pesava uns 50 kg, i tenia una distància operativa màxima de 900 metres. El canó tenia una cadència de foc de 450 RPM (Round Per Minute, de l'anglès per a Bales Per Minut), a una velocitat de 750 m/s.
El canó Ho-155-II era una versió més petita i lleugera del canó Ho-155. El canó es va començar a dissenyar en 1944, i comptava amb unes característiques gairebé iguals al seu predecessor (Ho-155-I), ja que utilitzaven la mateixa munició, i un sistema de foc gairebé igual.
Aquests canons anaven a ser equipats als Ki-84Ic, el Ki-102 i el disseny experimental de l'avió a reacció Ki-201. En tots aquests avions els canons anava a ser montat en les ales d'aquests.

## Servei desconegut
Simultàniament, el Ho-155-I i el Ho-155-II eren produïts a Nagoya, per l'Arsenal de Nagoya, pero amb l'evolició de la guerra, el que va produir una reducció en la quantitat de material. No es va saber amb precisió la quantitat de canons que es van produir durant la guerra, ni quants van veure servei. Encara que aquesta arma va ser un exemple de la intel·ligència i disseny simplístic de la metralladora Browning.